# Morti nel 1999/Giugno
| Questa pagina contiene informazioni ricavate automaticamente dalle voci biografiche con l'ausilio del template Bio e di un bot. L'aggiornamento è periodico e automatico e ricostruisce completamente la pagina. Se manca una persona in questa lista, sei pregato di non aggiungerla, ma accertati piuttosto che la sua voce biografica contenga il template Bio e che i dati anagrafici siano correttamente compilati. Se il template Bio manca, inseriscilo tu stesso o, in alternativa, metti l'avviso {{tmp\|Bio}} che ne segnala la mancanza. Se i dati riportati sono sbagliati, correggi direttamente la voce biografica; le modifiche saranno visibili in questa lista entro pochi giorni. Per chiarimenti vedi il progetto biografie. La lista contiene solo le 97 persone che sono citate nell'enciclopedia e per le quali è stato implementato correttamente il template Bio. Pagina aggiornata al 18 ago 2025. |

- 1º giugno - Uberto Breganze, politico italiano (n. 1912)
- 1º giugno - Guy Tunmer, pilota automobilistico sudafricano (n. 1948)
- 2 giugno - Václav Benda, attivista e matematico ceco (n. 1946)
- 2 giugno - Massimo Chiaventi, politico italiano (n. 1951)
- 2 giugno - Keith Gledhill, tennista statunitense (n. 1911)
- 2 giugno - Xavier Gélin, attore e regista francese (n. 1946)
- 2 giugno - Evgenij Ivčenko, marciatore sovietico (n. 1938)
- 3 giugno - Italo Allodi, dirigente sportivo e calciatore italiano (n. 1928)
- 3 giugno - Helge Bronée, calciatore danese (n. 1922)
- 3 giugno - Jan Deddens, poliziotto olandese (n. 1917)
- 3 giugno - Romolo Marcellini, regista italiano (n. 1910)
- 5 giugno - Robert Cunibil, militare e aviatore francese (n. 1915)
- 5 giugno - Alfredo Marini, calciatore italiano (n. 1915)
- 5 giugno - Mel Tormé, cantante e musicista statunitense (n. 1925)
- 6 giugno - Il'ja Musin, direttore d'orchestra russo (n. 1904)
- 7 giugno - Bruno Balke, alpinista, medico e fisiologo tedesco (n. 1907)
- 7 giugno - Paul Oskar Kristeller, storico della filosofia tedesco (n. 1905)
- 7 giugno - António Livramento, hockeista su pista e allenatore di hockey su pista portoghese (n. 1943)
- 8 giugno - Piet Blom, architetto olandese (n. 1934)
- 8 giugno - Buddy Clark, contrabbassista e arrangiatore statunitense (n. 1929)
- 8 giugno - Corrado, conduttore televisivo, autore televisivo e conduttore radiofonico italiano (n. 1924)
- 8 giugno - Emiliano Tardif, presbitero canadese (n. 1928)
- 9 giugno - Al Bates, lunghista statunitense (n. 1905)
- 9 giugno - Ernesto Calindri, attore italiano (n. 1909)
- 9 giugno - Andrew L. Stone, regista, produttore cinematografico e sceneggiatore statunitense (n. 1902)
- 10 giugno - Enzo Ceragioli, direttore d'orchestra, compositore e pianista italiano (n. 1908)
- 10 giugno - Chen Xilian, generale e politico cinese (n. 1915)
- 10 giugno - Béla Egresi, calciatore ungherese (n. 1922)
- 10 giugno - Sid Levine, cestista statunitense (n. 1918)
- 10 giugno - Grete Natzler, cantante lirica e attrice austriaca (n. 1906)
- 10 giugno - Giulio Seniga, politico e partigiano italiano (n. 1915)
- 10 giugno - Joe Smyth, cestista statunitense (n. 1929)
- 11 giugno - Gene Anderson, cestista statunitense (n. 1917)
- 11 giugno - Raphaël Jonckheere, ciclista su strada belga (n. 1927)
- 11 giugno - DeForest Kelley, attore statunitense (n. 1920)
- 12 giugno - Sergej Chlebnikov, pattinatore di velocità su ghiaccio sovietico (n. 1955)
- 12 giugno - Jah Lloyd, cantante, disc jockey e beatmaker giamaicano (n. 1947)
- 12 giugno - J. F. Powers, scrittore statunitense (n. 1917)
- 13 giugno - Omicidio di Gabriel Grüner e Volker Krämer, giornalista italiano (n. 1963)
- 13 giugno - Kjell Rosén, calciatore svedese (n. 1921)
- 13 giugno - Douglas Seale, attore e doppiatore britannico (n. 1913)
- 14 giugno - Maurice Marcelot, cestista francese (n. 1929)
- 14 giugno - Anna McCune Harper, tennista statunitense (n. 1902)
- 14 giugno - Armando William Tamburella, regista italiano (n. 1919)
- 15 giugno - Ernst van Altena, poeta e scrittore olandese (n. 1933)
- 15 giugno - Fausto Papetti, sassofonista italiano (n. 1923)
- 15 giugno - Luigi de Nardis, critico letterario, filologo e francesista italiano (n. 1928)
- 16 giugno - José Morales Berriguete, calciatore spagnolo (n. 1915)
- 16 giugno - Lawrence Stone, storico britannico (n. 1919)
- 16 giugno - Screaming Lord Sutch, musicista e politico britannico (n. 1940)
- 16 giugno - Marshall Wayne, tuffatore statunitense (n. 1912)
- 17 giugno - Cecilia Danieli, imprenditrice italiana (n. 1943)
- 17 giugno - Basil Hume, cardinale e arcivescovo cattolico britannico (n. 1923)
- 17 giugno - Paul-Émile de Souza, militare e politico beninese (n. 1930)
- 18 giugno - Ico Cerutti, cantante, compositore e chitarrista italiano (n. 1936)
- 18 giugno - Lothar Ulsaß, calciatore tedesco (n. 1940)
- 19 giugno - Leslie Holdridge, biologo e climatologo statunitense (n. 1907)
- 19 giugno - Arvid Pardo, diplomatico maltese (n. 1914)
- 19 giugno - Mario Soldati, scrittore, giornalista e saggista italiano (n. 1906)
- 19 giugno - Enrico d'Orléans, conte (n. 1908)
- 20 giugno - Olavi Puro, militare e aviatore finlandese (n. 1918)
- 21 giugno - Kami, batterista giapponese (n. 1972)
- 21 giugno - Karl Krolow, poeta tedesco (n. 1915)
- 21 giugno - Mara Selvini Palazzoli, psichiatra italiana (n. 1916)
- 22 giugno - Luboš Fišer, compositore ceco (n. 1935)
- 23 giugno - Carl Lange, attore tedesco (n. 1909)
- 23 giugno - Francisco Rovira Beleta, regista e sceneggiatore spagnolo (n. 1912)
- 24 giugno - Grigorij Jakovlevič Koltunov, regista sovietico (n. 1907)
- 24 giugno - Władysław Pawlak, cestista e allenatore di pallacanestro polacco (n. 1932)
- 24 giugno - Bob Regh, cestista statunitense (n. 1912)
- 24 giugno - Seán Thomas, allenatore di calcio irlandese
- 25 giugno - Ravilja Agletdinova, mezzofondista bielorussa (n. 1960)
- 25 giugno - Jorge Góngora, calciatore peruviano (n. 1906)
- 25 giugno - Federico Sirigu, pittore italiano (n. 1925)
- 25 giugno - Fred Trump, imprenditore statunitense (n. 1905)
- 26 giugno - Angelo Bertelli, giocatore di football americano statunitense (n. 1921)
- 26 giugno - Charles Collins, cantante e attore statunitense (n. 1904)
- 26 giugno - Jiří Pelikán, attivista cecoslovacco (n. 1923)
- 26 giugno - Milorad Sokolović, cestista, allenatore di pallacanestro e giornalista jugoslavo (n. 1922)
- 27 giugno - Einar Englund, compositore finlandese (n. 1916)
- 27 giugno - Sergio Larraín García-Moreno, architetto cileno (n. 1905)
- 27 giugno - Begoña Izquierdo, pittrice spagnola (n. 1926)
- 27 giugno - Siegfried Lowitz, attore tedesco (n. 1914)
- 27 giugno - Marion Motley, giocatore di football americano statunitense (n. 1920)
- 27 giugno - Geōrgios Papadopoulos, militare e politico greco (n. 1919)
- 27 giugno - Luigi Porcari, politico e avvocato italiano (n. 1929)
- 27 giugno - Alfred Robens, sindacalista, politico e dirigente d'azienda britannico (n. 1910)
- 28 giugno - Vere Bird, politico antiguo-barbudano
- 28 giugno - Hilde Krahl, attrice austriaca (n. 1917)
- 29 giugno - Allan Carr, produttore cinematografico e sceneggiatore statunitense (n. 1937)
- 29 giugno - Georges Hourdin, giornalista e saggista francese (n. 1899)
- 29 giugno - Walter Johnson, giocatore di football americano e wrestler statunitense (n. 1942)
- 29 giugno - Karekin I, vescovo cristiano orientale siriano (n. 1932)
- 29 giugno - Declan Mulholland, attore britannico (n. 1932)
- 30 giugno - Édouard Boubat, fotografo e giornalista francese (n. 1923)
- 30 giugno - Dean Fredericks, attore statunitense (n. 1924)
- 30 giugno - Costantino Sala, calciatore italiano (n. 1913)